# La Mula
Pour les articles homonymes, voir Mula.
La Mula est la capitale de la paroisse civile de Dominga Ortiz de Páez de la municipalité de Barinas dans l'État de Barinas au Venezuela.